# ابراهیم جیل (نظرآباد)
ابراهیم جِیل روستایی از توابع بخش مرکزی دهستان جمال‌الدین شهرستان نظرآباد در استان البرز ایران است.

## وجه تسمیه روستای ابراهیم جیل
واژه جِیل به معنای فرزند می‌باشد که اسم روستا از نام فردی به نام ابراهیم که این محل را آباد کرده اقتباس شده‌است.

## ساختار اداری روستا
- شورای سه نفره روستا
- دهیاری
- هیئت امنای مسجد جامع
- پایگاه بسیج مستضعفین
- هیئت امنای امامزادگان احمد و محمود(ع)

## امکانات
- آب لوله‌کشی شده
- شبکه برق
- گاز
- تلفن ثابت
- مدرسه
- زمین فوتبال

## جمعیت
جمعیت روستای ابراهیم جیل بر اساس آخرین سرشماری ۱۶۵ نفر (۵۳ خانوار) بوده‌است.

## مساحت روستا
وسعت بافت روستایی برابر چهل و پنج هزار متر مربع می‌باشد. 

## موقعیت جغرافیایی
این روستا در منطقه‌ای واقع شده‌است که از غرب به شهر نظرآباد و از جنوب با گذشتن از روستاهای حسن‌آباد و حسین‌آباد و بختیار به شهر تنکمان و از شرق به روستاهای دنگیزک منتهی می‌شود. این روستا از راه‌های ارتباطی خوبی بهره‌مند نیست، به صورتی که در فصل زمستان شاهد تصادفات بسیاری در مسیرهای دسترسی منتهی به این روستا هستیم، همچنین برخلاف بسیاری از روستاهای منطقه از نبود حمل و نقل عمومی به شدت رنج می‌برد.